# Stephen Evans
Stephen "Steve" Frederick Evans (født 24. september 1962 i Sydney) er en australsk tidligere roer.
Evans var med i otteren ved VM i 1983, hvor Australien vandt bronze.
Han var også med ved OL 1984 i Los Angeles i den australske otter, der desuden bestod af Craig Muller, Clyde Hefer, Tim Willoughby, Samuel Patten, Ian Edmunds, James Battersby, Ion Popa og styrmand Gavin Thredgold. Australierne blev toer i indledende heat og vandt derpå opsamlingsheatet. I finalen vandt Canada guld, USA sølv, mens australierne hentede tredjepladsen.
Evans vandt desuden en VM-guldmedalje i otter ved VM 1986, og samme år vandt han guld i samme disciplin ved Commonwealth Games, inden han i sin sidste store internationale konkurrence var med i otteren ved OL 1988 i Seoul, hvor australierne blev nummer fem.
Han blev efter afslutningen af sin aktive karriere rotræner og var i denne egenskab med til flere verdensmesterskaber samt OL 1996. Han gik senere ind i forretningsverdenen.

## OL-medaljer
- 1984:  Bronze i otter